# C-FLIP
c-FLIP (de l'anglais : cellular FLICE-like inhibitory protein) est une protéine humaine codée par le gène CFLAR, situé sur le chromosome 2 humain. C'est un homologue et le principal inhibiteur des caspases initiatrices 8 et 10 et par conséquent de l'apoptose extrinsèque.

## Histoire
Cette protéine a de nombreux noms — FLIP ; Casper ; i-FLICE ; MRIT ; FLAME-1 ;CLARP — du fait qu'en 1997, elle ait été découverte simultanément par de nombreuses équipes,.

## Structure
c-FLIP est présent sous trois isoformes, une longue (FLIPL, FLIP long) de 55 kDa et deux isoformes courtes (FLIPS et FLIPR, Short et Raji) de respectivement 26 et 24 kDa. Les trois isoformes possèdent à leurs extrémités N-terminale domaines effecteur de mort (en) (DED) nécessaire à leur liaison avec la protéine adaptatrice FADD et leur action sur les caspases. Seule l'isoforme longue (FLIPL) possède un domaine protéase de type caspase (cysteinyl-aspartate-cleaving proteases), mais celui-ci est non fonctionnel car délété de certains acides aminés de son site catalytique.

## Mode d'action
Le mode d'action de c-FLIP n'est pas encore pleinement établi et dépend de l'isoforme en question. Il agit en formant des complexes avec la caspase 8 ou la caspase 10, qui dans le cas des isoformes courtes (FLIPS et FLIPR) inhibent leurs activités, et dans le cas de l'isoforme longue permet une activité tout en limitant les cibles de cette activité.